# Antônio Munis Barreto de Aragão
Antônio Munis Barreto de Aragão, primeiro e único barão de Mataripe (Bahia, 5 de setembro de 1844 — Santo Amaro, 28 de julho de 1922) foi um engenheiro brasileiro.
Formou-se em engenharia civil na Universidade de Karlsruhe, era cavaleiro da Real Ordem de Cristo e comendador da Ordem do Santo Sepulcro.
Agraciado barão em 12 de janeiro de 1884.
Foi casado com Teresa Cavalcanti Pires de Carvalho e Albuquerque (falecida em dezembro de 1913), filha mais nova do Visconde da Torre de Garcia d'Ávila. Eles tiveram os seguintes filhos:
- Antônio Munis Barreto de Aragão, oficial da Marinha do Brasil;
- João Munis Barreto de Aragão, oficial do Exército do Brasil;
- Maria Epifânia Munis Barreto de Aragão, casada com Clemente Pinto de Oliveira, capitalista no Estado da Bahia.[2]